# War and the Woman
War and the Woman er en amerikansk stumfilm fra 1917 af Ernest C. Warde.

## Medvirkende
- Florence La Badie som Ruth Norton
- Ernest C. Warde som Fredericks
- Tom Brooke som John Braun
- Wayne Arey som John Barker
- Grace Henderson